# Whorlton (North Yorkshire)
Whorlton – osada w Anglii, w hrabstwie North Yorkshire, w dystrykcie (unitary authority) North Yorkshire. Leży 52 km na północ od miasta York i 332 km na północ od Londynu.